# Hangquellmoor südwestlich Echerschwang
Hangquellmoor südwestlich Echerschwang este o arie protejată (arie specială de conservare — SAC, sit de importanță comunitară — SCI) din Germania întinsă pe o suprafață de 1,99 ha, integral pe uscat.

## Localizare
Centrul sitului Hangquellmoor südwestlich Echerschwang este situat la coordonatele 47°42′32″N 10°46′26″E / 47.7089°N 10.7739°E.

## Înființare
Situl Hangquellmoor südwestlich Echerschwang a fost declarat sit de importanță comunitară în martie 2001 pentru a proteja 1 specie de animale. Situl a fost protejat și ca arie specială de conservare în aprilie 2016.

## Biodiversitate
Situată în ecoregiunea continentală, aria protejată conține 3 habitate naturale: Pajiști cu Molinia pe soluri calcaroase, turboase sau argilos-nămoloase (Molinion caeruleae), Izvoare petrifiante cu formare de travertin (Cratoneurion), Mlaștini alcaline.
La baza desemnării sitului se află o specie protejată de  nevertebrate: Coenagrion mercuriale.